# Su media naranja
Su media naranja fue un concurso de televisión producido por Telecinco y emitido de lunes a viernes en la cadena española Telecinco, entre 1990 y 1996. 
Se trata de una adaptación para España del concurso estadounidense The Newlywed Game.

## Mecánica
Tres parejas de concursantes (matrimonios) competían entre sí hasta determinar su grado de conocimiento mutuo y compenetración. Tras la salida de uno de los miembros de la pareja del plató (se les invitaba a abandonar el asiento con la frase Señores/as...al jardín), se formulaba una pregunta al otro, inquiriendo a su juicio cuál sería la respuesta que daría el ausente.
En cada programa había dos rondas de tres preguntas a cada pareja y cada respuesta que coincidiese con la del otro cónyuge se premiaba con 50.000 pesetas, excepto la tercera pregunta de la segunda ronda que, para intentar que alguna pareja rezagada en el número de coincidencias pudiese tener alguna posibilidad de ganar, se premiaba con 100.000 pesetas.
Ganaba la competición aquella pareja que alcanzara mayor número de dinero, que no de aciertos, pues al haber una pregunta valorada en 100.000 pesetas, podía ganar alguna pareja con igual o menos aciertos que otra. La pareja ganadora acumulaba el dinero ganado y regresaba al día siguiente.

## Presentación
Entre 1990 y 1994 la presentación corrió a cargo del actor Jesús Puente. Ese último año fue fichado por Antena 3 para ponerse al frente de Lo que necesitas es amor. Desde el 19 de septiembre de 1994 hasta la retirada definitiva del programa, lo presentó Tate Montoya.
La sintonía del programa fue la misma que se utilizó para la versión italiana, Tra moglie e marito, emitida por Canale 5 entre 1987 y 1991.

## Audiencia
- Desde su primera temporada, el espacio se hizo con el favor del público, que le llegó a otorgar cuotas de pantalla del 42%.[4]
- En la temporada 1993-1994 tuvo una media de 23% de cuota.
- En la temporada 1994-1995 tuvo una media de 23'8% de cuota.
- En la temporada 1995-1996 tuvo una media de 23'5% de cuota.[5]

## Premios
- Jesús Puente se hizo con el Premio Ondas de 1990, gracias a su labor al frente del programa.[6]

## Tal para cual
El 26 de abril de 2006 Antena 3 estrenó su propia versión del programa, con el título de Tal para cual, producido por Boomerang TV y con presentación de Anabel Alonso.
El espacio se mantuvo en pantalla hasta septiembre de ese año, con discretos índices de audiencia.